# شمعون الصفا
شَمعون الصَّفا، بزرگِ حواریون و وصی عیسی بود. به نقل برخی مفسّران، ذیل آیه ۱۴ سوره یس وی از جمله رسولان حضرت عیسی دانسته شده که برای انجام دادن تبلیغ به شهر انطاکیه مأموریت یافت.
مسیحیان او را شمعون پطرس می‌نامند.